# 锦坪站
錦坪站（韓語：금평역）是朝鮮民主主義人民共和國平安南道成川郡錦坪里的一個鐵路車站，属于平德线。

## 邻近车站
平德线
新成川站 - 錦坪站 - 院仓站